# Nuestra Señora de la Puerta del Alba
Nuestra Señora de la Puerta del Alba (en lituano: Aušros Vartų Dievo Motina, en polaco: Matka Boska Ostrobramska, en bielorruso: Маці Божая Вастрабрамская, en alemán: Mutter Gottes vor den Toren der Morgenröte, en ucraniano: Богородиця біля брами світанку, en ruso: Остробрамская икона Божией Матери) es el prominente icono cristiano de la Santísima Virgen María venerado por los fieles en la Capilla de la Puerta del Alba en Vilna, Lituania. La pintura se exponía históricamente sobre la puerta de la ciudad de Vilna; las puertas de las ciudades de la época solían contener artefactos religiosos destinados a alejar los ataques y bendecir a los viajeros que pasaban por allí.
La pintura es de estilo renacentista del norte y probablemente se completó alrededor de 1630. La Virgen María está representada sin el niño Jesús. La obra de arte pronto fue conocida como milagrosa e inspiró a sus seguidores. Los carmelitas descalzos construyeron una capilla en 1671. Al mismo tiempo, posiblemente tomando prestada la tradición ortodoxa oriental, la pintura se cubrió con costosos y elaborados ropajes de plata y oro, dejando sólo visibles el rostro y las manos.
El 5 de julio de 1927, la imagen fue coronada canónicamente por el Papa Pío XI. La capilla fue visitada más tarde por el Papa Juan Pablo II en 1993. Es un importante lugar de peregrinaje en Vilna y atrae a muchos visitantes, especialmente de Polonia.

## Historia

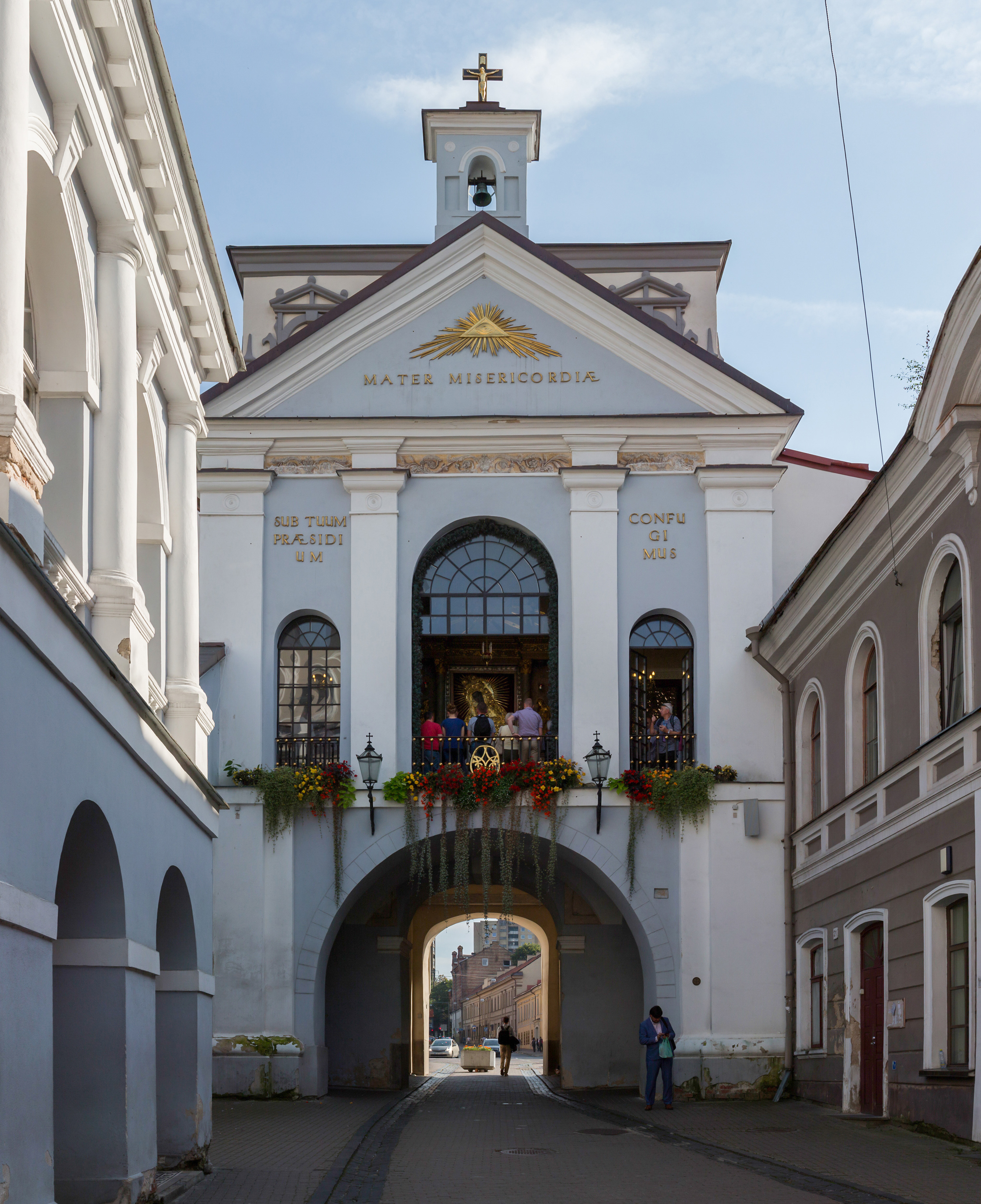
La Puerta del Alba en Vilna; la pintura se puede ver a través de la ventana de vidrio

La leyenda cuenta que en 1702, cuando Vilna fue capturada por el ejército sueco durante la Gran Guerra del Norte, Nuestra Señora de la Puerta del Alba acudió al rescate de su pueblo. Al amanecer, las pesadas puertas de hierro de la ciudad cayeron, aplastando y matando a cuatro soldados suecos. Después de esto, el ejército de la Mancomunidad Polaco-Lituana contraatacó con éxito cerca de la puerta.
Se cree que la pintura fue encargada por el gobierno de Vilna. Era costumbre colocar pinturas o esculturas de diversos santos en los nichos de las paredes con la esperanza de que protegieran el edificio. El gobernador de Vilna encargó dos pinturas, una que representaba a Cristo Salvador (Salvator Mundi) y otra a la Virgen María. Ambos decoraron la Puerta del Alba de la muralla de Vilna, una estructura defensiva sin importancia religiosa en aquella época. El cuadro de Cristo decoraba el exterior de la puerta, mientras que el de la Virgen estaba en el mismo lugar que ahora: un pequeño nicho, protegido por postigos de la lluvia y la nieve. Unas escaleras estrechas y empinadas conducían a un pequeño balcón donde los fieles podían encender velas y rezar. En 1650, Albert Wijuk Kojałowicz publicó Miscellanea, enumerando todas las pinturas milagrosas de María, pero no mencionó a Nuestra Señora de la Puerta del Alba.
A mediados del siglo XVII los Carmelitas Descalzos construyeron la Iglesia de Santa Teresa y su monasterio cerca de la Puerta del Alba. En 1655, la ciudad fue capturada, saqueada y despoblada durante la Batalla de Vilna de la Guerra Ruso-Polaca. Es probable que el gobierno de la ciudad, falto de fondos, transfiriera el mantenimiento de la puerta y las pinturas a los carmelitas. La pintura de Cristo fue trasladada al monasterio carmelita y luego a la Catedral de Vilna (en el siglo XIX se pintó un fresco de Jesús en su nicho original; fue descubierto en 1976). En 1671, los monjes construyeron una capilla de madera a Nuestra Señora junto a la torre de la puerta; fue alrededor de la época en que la pintura se cubrió con costosas ropas plateadas. Para entonces, la pintura ya era objeto de veneración pública y a la ceremonia de dedicación de la capilla asistieron muchas figuras prominentes de la época, incluido el canciller Krzysztof Zygmunt Pac, el gran hetman Michał Kazimierz Pac y senadores del Sejm general.

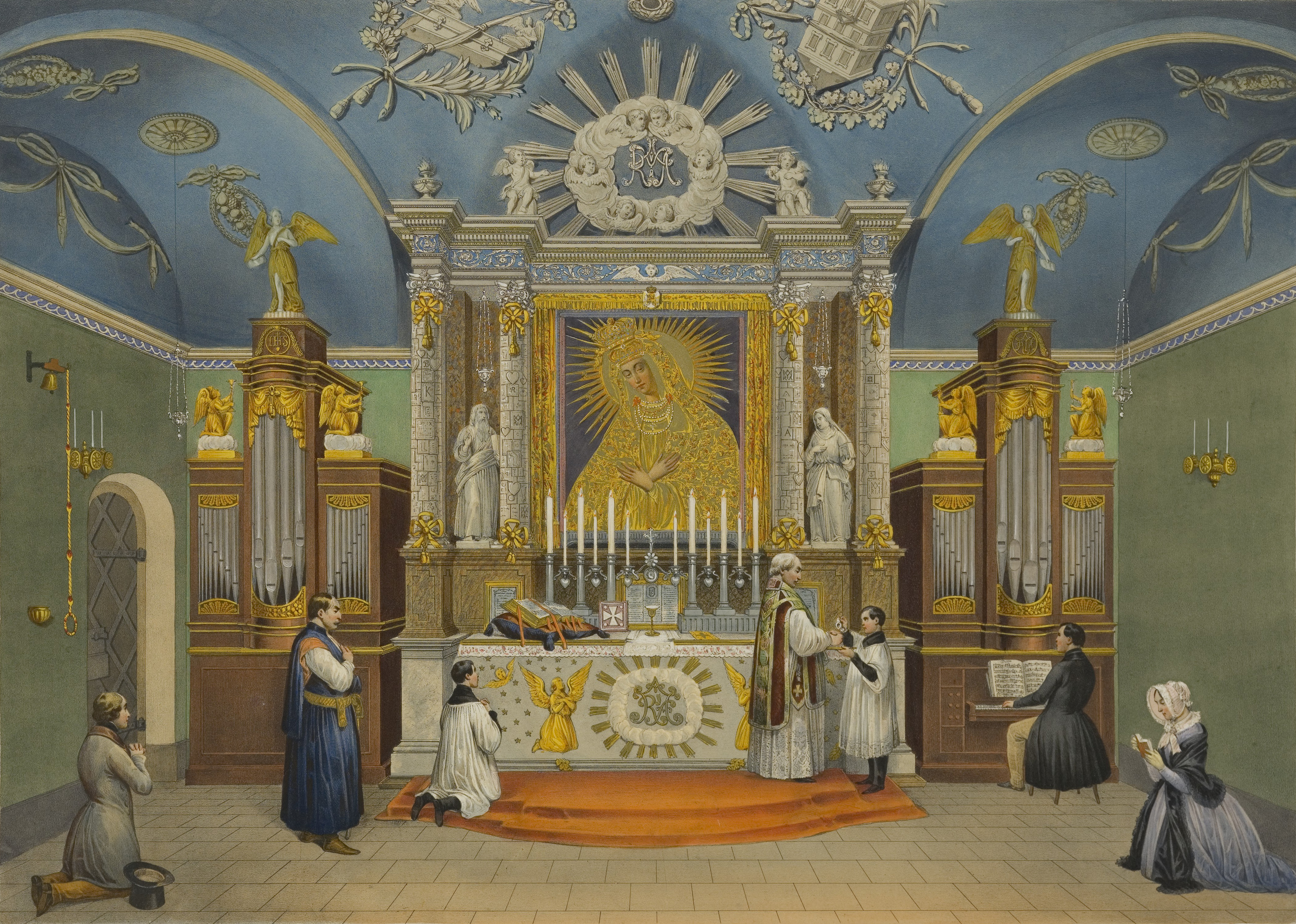
Interior de la capilla de Nuestra Señora de la Puerta del Alba (1847)

En mayo de 1715, la capilla de madera se quemó, pero el cuadro se salvó y se colocó en la iglesia de Santa Teresa. En 1720, se dedicó la actual capilla de ladrillo en presencia de cuatro obispos, varios senadores y una gran multitud de fieles. En 1761, el monje Hilarión publicó Relacja o cudownym Obrazie Naijświętszej Marji Panny etc, la fuente principal de la historia temprana del cuadro y también la primera recopilación de varios milagros que se le atribuyen. En 1773, el Papa Clemente XIV concedió una indulgencia a los fieles, designando la capilla como lugar de culto público, y estableció una sociedad de caridad. A principios del siglo XIX, las autoridades zaristas demolieron la muralla y todas las puertas de la ciudad, excepto la Puerta del Alba y su capilla. En 1829, la capilla fue restaurada y adquirió elementos del neoclasicismo tardío. Como la entrada a la capilla se realizaba desde el interior del monasterio carmelita, las mujeres no podían entrar. Por ello, una devota patrocinó la construcción de una galería de dos pisos en el lado de la calle en 1830.
En 1927, se completaron importantes obras de restauración bajo el obispo Romuald Jałbrzykowski. Con el permiso del Papa Pío XI, la pintura fue solemnemente coronada Madre de la Misericordia el 2 de julio de 1927 por el Arzobispo de Varsovia, Alejandro Cardenal Kakowski. A la ceremonia asistieron el presidente Ignacy Mościcki, el primer mariscal Jozef Pilsudski, el primado de Polonia August Hlond, otros 28 obispos y otros dignatarios.

## Pintura

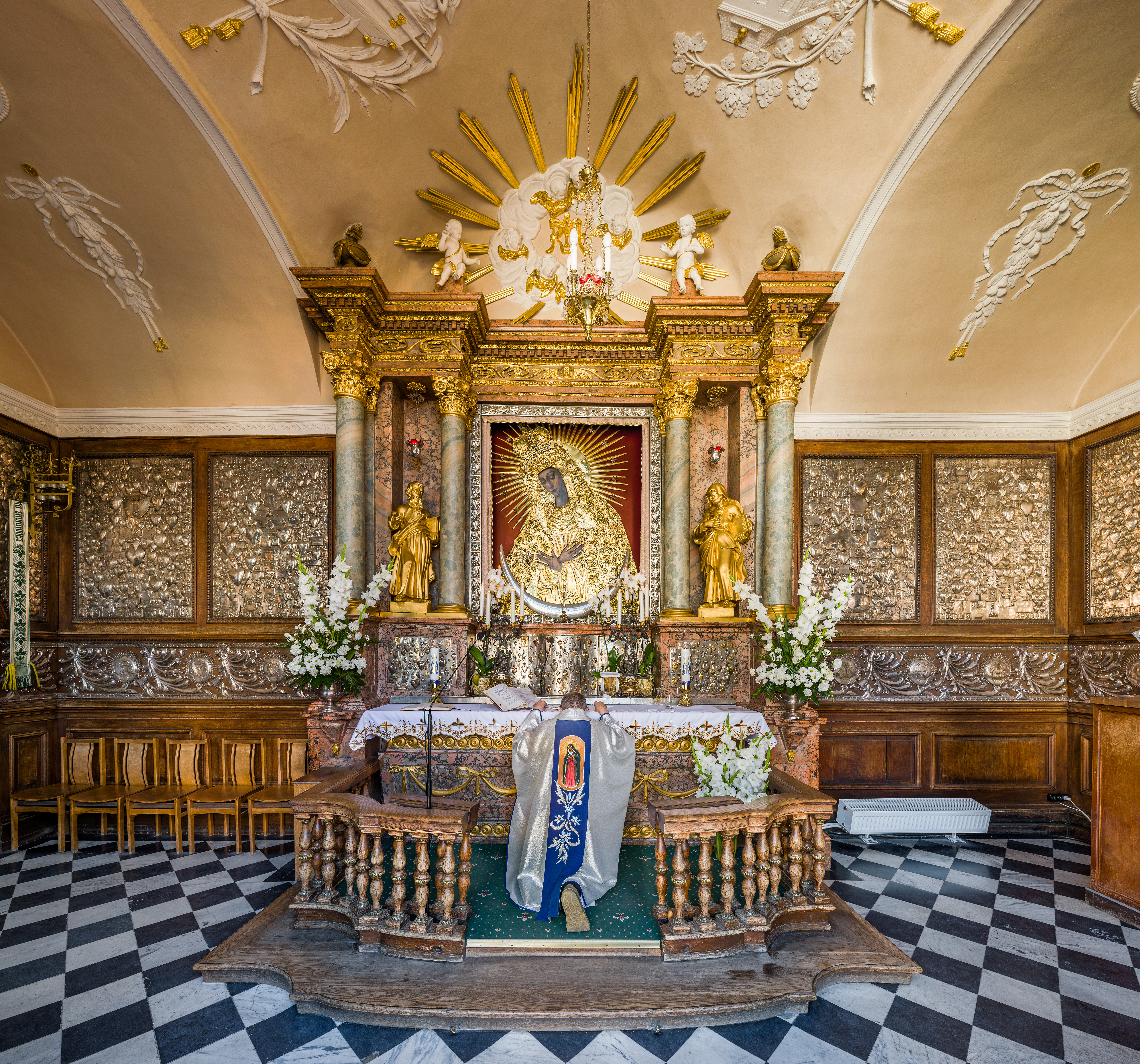
Capilla de la Puerta del Alba

### Origen e inspiración
Se desconoce el origen de la pintura. Según el historiador Teodor Narbutt (1784–1864), la pintura fue adquirida por Algirdas, Gran Duque de Lituania (c. 1296–1377), como trofeo de guerra de Crimea. Esta nota, basada en fuentes dudosas, junto con los colores oscuros de la pintura que se parecían a los íconos bizantinos, inspiró a los historiadores rusos del siglo XIX a afirmar que la pintura era ortodoxa y no católica. Esta teoría se popularizó en varios artículos, folletos, estudios y, a veces, se cita hoy.   Otros afirmaron que la pintura fue encargada por el rey de Polonia Segismundo II Augusto y representaba a su esposa Bárbara Radziwiłł.
Con la tela de plata que cubre todo el cuadro, excepto la cara y las manos, era muy difícil para los historiadores del arte determinar en qué periodo se creó el cuadro. En 1927, se retiró la cubierta de plata por primera vez en décadas. El cuadro fue analizado y restaurado. Basándose en los nuevos datos recogidos durante la restauración, Mieczysław Skrudlik llegó a la conclusión de que el cuadro fue terminado hacia 1630-50 y lo relacionó con otro cuadro de la iglesia del Corpus Christi de Cracovia, creado por el artista Lucas en 1624. Mary Kałamajska Saeed, en su tesis de 1990, sostuvo que Nuestra Señora de la Puerta del Alba era una obra de un artista local y que se inspiró en el pintor manierista flamenco contemporáneo Marten de Vos a través de un grabado de Thomas de Leu. En 1993, con motivo de la visita del Papa, se restauró el cuadro y se fechó una de sus tablas a partir de sus anillos de arbolado. Los científicos concluyeron que el roble creció entre 1434 y 1620.

### Descripción
El cuadro original mide 163 por 200 centímetros y fue pintado por un artista desconocido sobre 8 tablones de roble de 2 centímetros de grosor. Como es habitual en el norte de Europa, se aplicó una capa muy fina de imprimación de tiza a los tablones antes de pintar al temple. Posteriormente, la Virgen fue repintada con pintura al óleo. A mediados del siglo XIX se realizaron algunos trabajos de restauración. Los principales trabajos de restauración se completaron en 1927.
El cuadro representa la compleja personalidad y devoción de María. Su cabeza se inclina suavemente hacia la derecha, sus ojos están semicerrados, sus manos están cruzadas en señal de devoción; esto recuerda que es una virgen, humilde sierva del Señor, madre misericordiosa y patrona del pueblo. Al mismo tiempo, su cabeza está rodeada de una aureola con rayos dorados y su cuerpo suele estar cubierto de elaborados ropajes y coronas de oro y plata; estos son los símbolos de su papel divino y majestuoso como Reina del Cielo. El cuadro también recuerda a Tota pulchra es (Todas sois bellas), una antigua oración católica.

### Marco

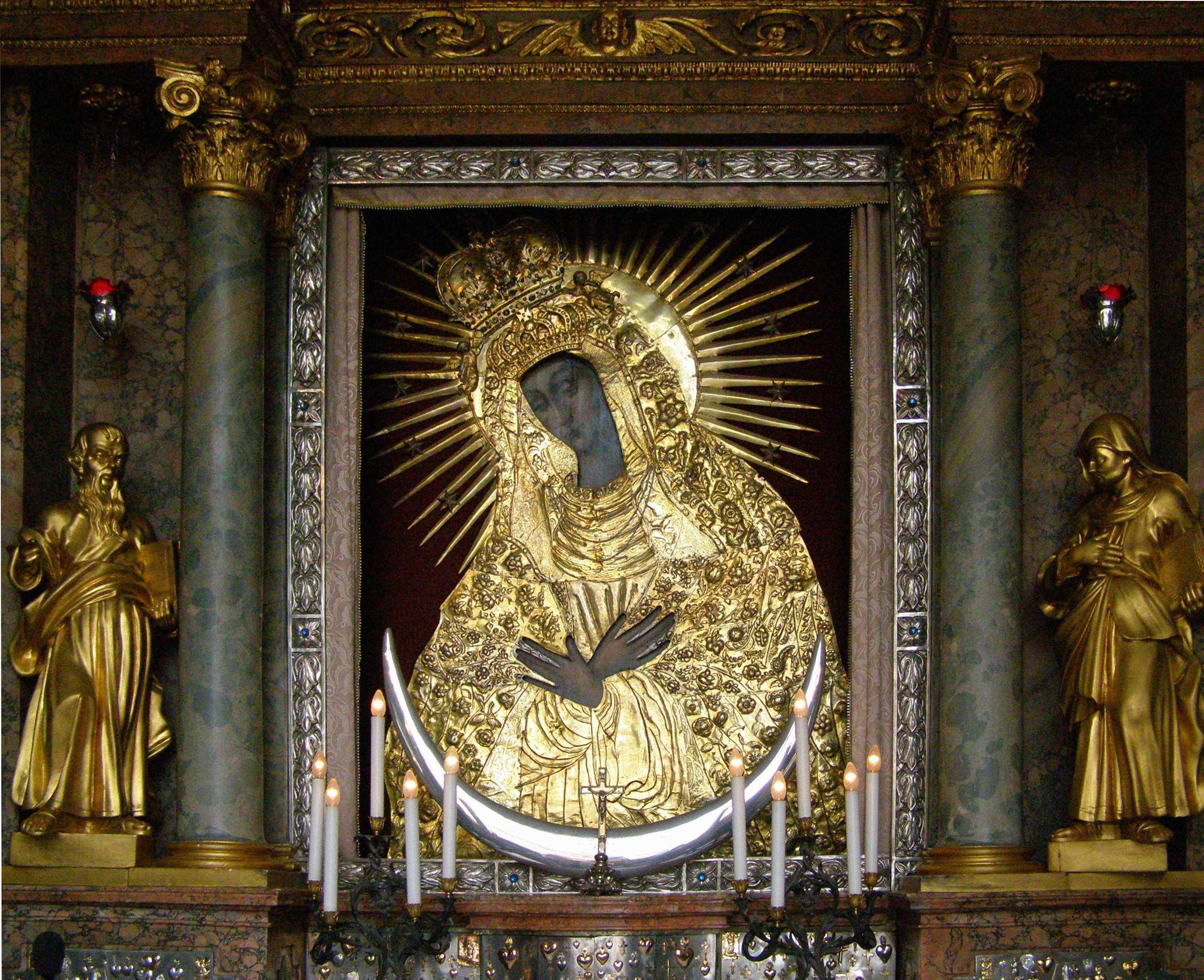
Nuestra Señora de la Puerta del Alba

La tradición de decorar las pinturas con ropajes o riza de metales preciosos puede haber sido tomada de la ortodoxia oriental. La vestimenta de la Virgen se compone de tres piezas de plata dorada, cada una de las cuales fue realizada por diferentes artistas en un periodo distinto. La cabeza y los hombros se cubrieron en 1670-90; la pieza del pecho se adaptó de una pintura diferente en 1695-1700; la parte inferior se completó en la década de 1730. Las prendas están ricamente decoradas con motivos florales: rosas, tulipanes, narcisos, claveles y al menos otras seis especies.
Las flores hacen referencia al hortus conclusus (jardín cerrado), y son un símbolo de la virginidad y la pureza de María. El círculo de estrellas representa la inmaculada concepción. La cabeza de la Virgen está adornada con dos coronas. Dos angelitos bajan la gran corona de estilo rococó con incrustaciones de cristal de colores sobre la corona barroca más pequeña. Algunos sostienen que las dos coronas, que se asemejan a las insignias reales y ducales, representan el Reino de Polonia y el Gran Ducado de Lituania, respectivamente. En 1927, se hicieron duplicados de las coronas de oro puro, donadas por el pueblo, y fueron bendecidas por el Papa Pío XI. El 2 de julio de 1927 tuvo lugar la Coronación Canónica y el cuadro recibió el título de Madre de la Misericordia. Las coronas de oro se perdieron, posiblemente durante la Segunda Guerra Mundial.
Las esculturas de los padres de María, San Joaquín y Santa Ana, se encuentran a ambos lados de la pintura entre las columnas del altar.

## Veneración

### Milagros y exvotos

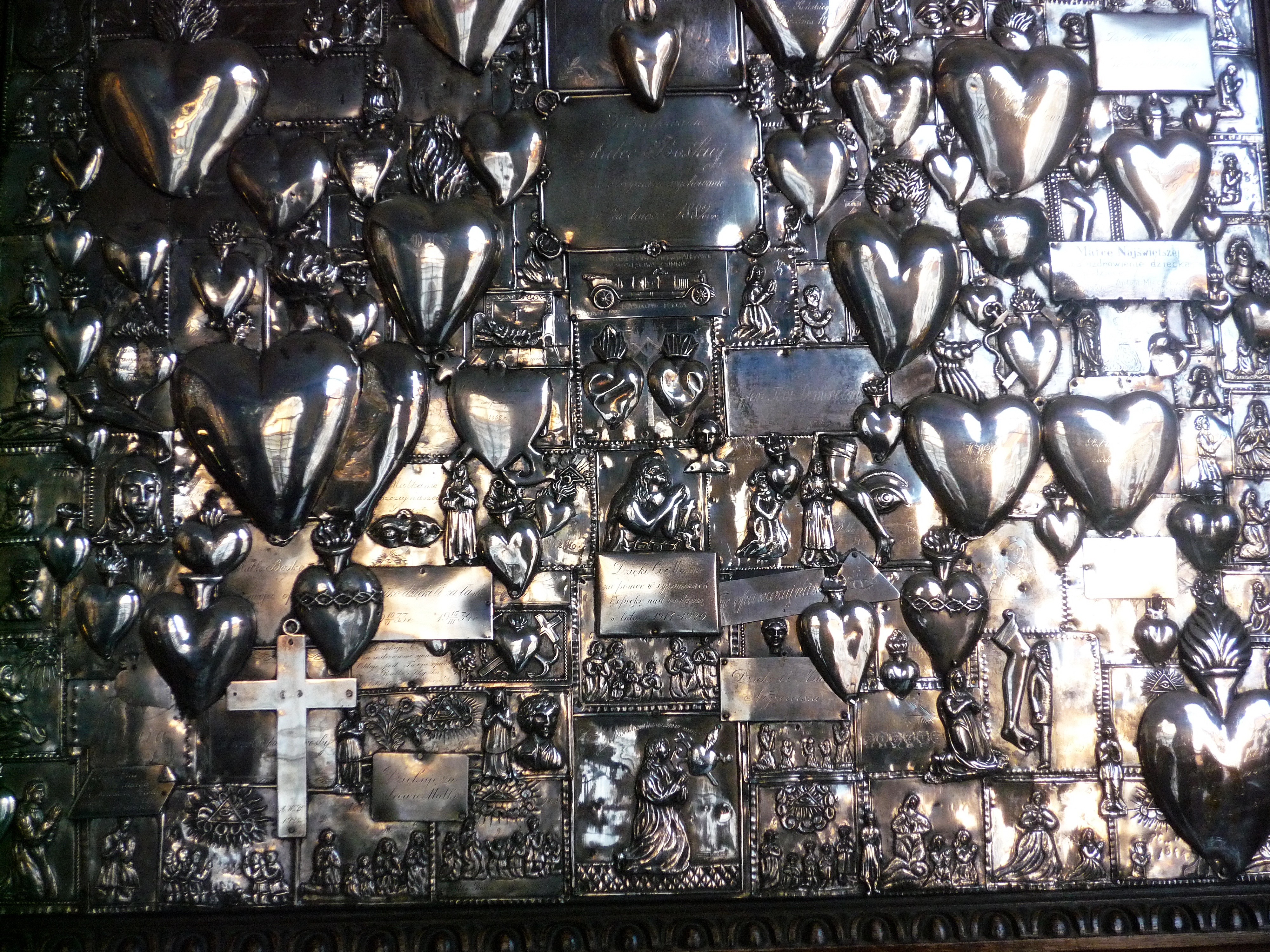
Detalle de ofrendas votivas

En 1761, el monje Hilarión publicó un libro en el que enumeraba 17 milagros atribuidos al cuadro y a la Virgen María. El primer milagro que registró ocurrió en 1671, el mismo año en que se construyó la primera capilla. Un niño de dos años se cayó desde el segundo piso a un pavimento de piedra y quedó malherido. Los padres rezaron a la Virgen y al día siguiente el niño volvió a estar sano. En 1702, Vilna fue capturada por el ejército sueco durante la Gran Guerra del Norte. Los suecos, que eran protestantes, se burlaron del cuadro, prohibieron los cantos y las oraciones, y se divirtieron alrededor de la Puerta del Alba. Un soldado llegó a disparar al cuadro (el agujero de bala aún puede verse en la manga derecha). En la madrugada del Sábado Santo, las pesadas puertas de hierro cayeron y aplastaron a cuatro soldados suecos: dos murieron al instante y otros dos más tarde a causa de sus heridas. Al día siguiente, Domingo de Pascua, el ejército lituano contraatacó con éxito cerca de la puerta. El comandante, agradecido por la victoria, entregó un gran exvoto de plata a la capilla. También se le atribuyen otros milagros: el de dominar un incendio en la ciudad en 1706, el de castigar a un soldado ruso por un intento de robo de sus ropas de plata en 1708, y numerosas curaciones milagrosas. Los monjes carmelitas conservaron otros relatos de diversos milagros, pero esos libros no han sobrevivido.
Las ofrendas votivas se convirtieron en una tradición. Suelen ser pequeños objetos de plata (corazones, crucifijos, figuras de orantes, imágenes de ojos curados, piernas, brazos).  Varias veces (1799, 1808, 1810) algunos de estos objetos fueron desmontados y fundidos en objetos litúrgicos. En 1844 hubo un total de 785 ofrendas. Doce años más tarde, en 1856, el número casi se había duplicado, llegando a 1.438.  De 1884 a 1927 se llevó un diario de nuevas ofrendas. Durante ese tiempo se registraron 2.539 nuevas ofrendas. En la actualidad, hay unos 8.000 objetos votivos de plata en la capilla. La gran luna creciente situada justo debajo de la Virgen es también un exvoto. Se desconoce su origen, pero lleva una inscripción en polaco y una fecha de 1849. La media luna hace juego con el paño de plata, añadiendo un paralelismo adicional con la Mujer del Apocalipsis, descrita en el Libro del Apocalipsis como "una mujer vestida de sol, con la luna bajo sus pies, y sobre su cabeza una corona de doce estrellas"

### Divina Misericordia

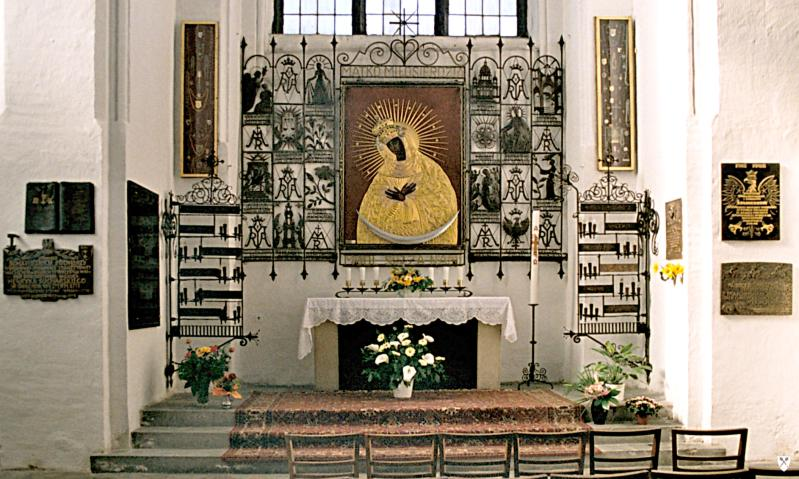
Capilla dedicada a Nuestra Señora de la Puerta del Alba en la Iglesia de Santa María en Gdańsk

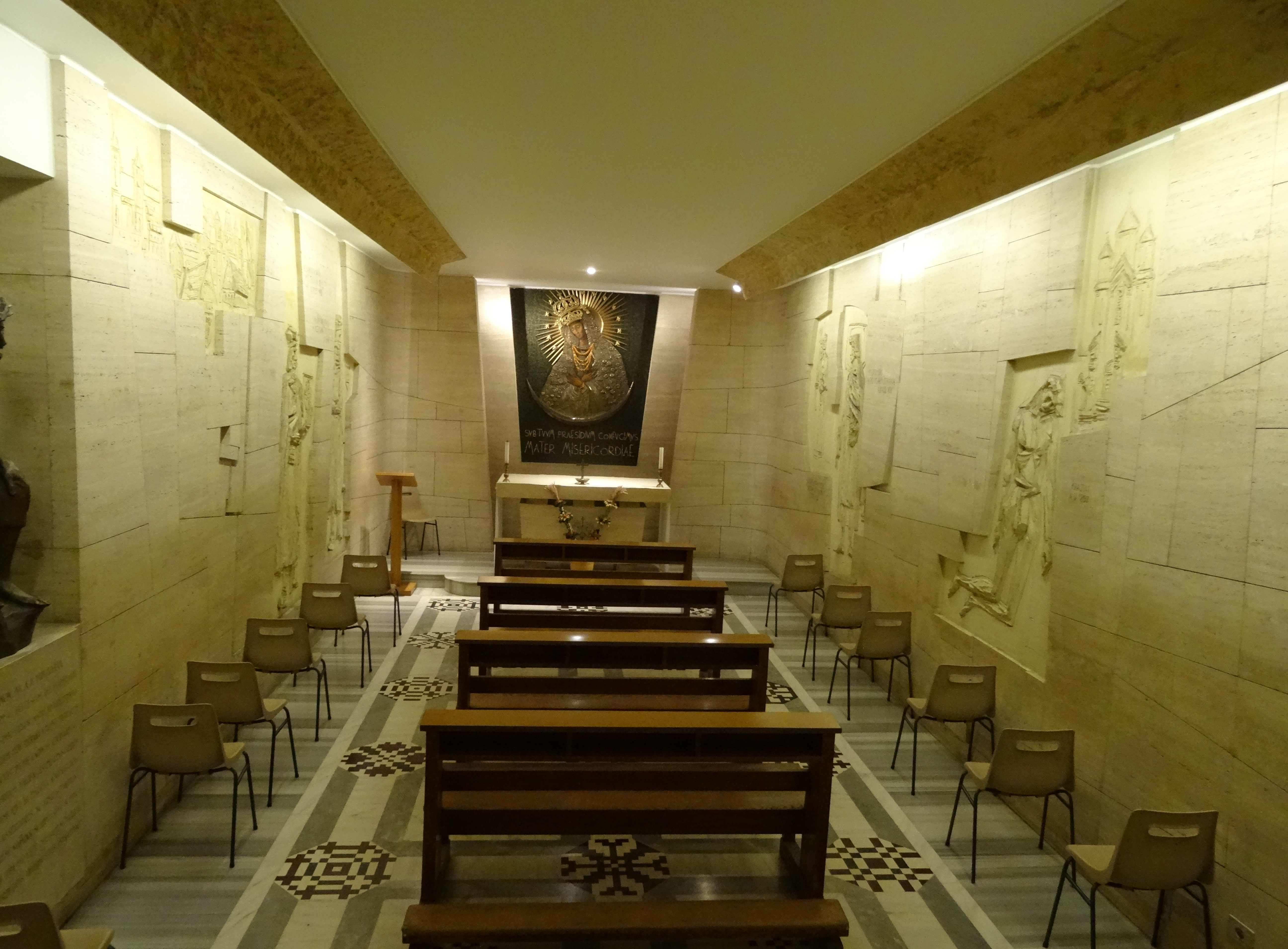
Capilla lituana (Cappella Lituana) en la basílica de San Pedro

El icono de Nuestra Señora de la Puerta del Alba se ha asociado con los mensajes de la Divina Misericordia. Ocho años después de que se confiriera al icono el título de Madre de la Misericordia, en abril de 1935 tuvo lugar en la capilla la primera exposición de la imagen de la Divina Misericordia, pintada por Eugene Kazimierowski bajo la dirección de Santa Faustina Kowalska En su Diario: Divina misericordia en mi alma, escribe sobre una experiencia mística relacionada con el icono en la capilla de la Puerta del Alba. El 15 de noviembre de 1935, Santa Faustina estaba en la capilla de la Puerta del Alba participando en el último día de la novena antes de la fiesta del icono, el 16 de noviembre. Escribe que vio que el icono tomaba "una apariencia viva" y le hablaba, diciéndole "acepta todo lo que Dios me pide como un niño pequeño, sin cuestionarlo; de lo contrario no sería agradable a Dios.".

### Santuarios en otros lugares
Hoy en día, esta imagen sagrada es venerada por fieles católicos y ortodoxos de muchos países cuyos orígenes se encuentran en la Mancomunidad de Polonia-Lituania, incluidos Lituania, Polonia, Bielorrusia, Ucrania y sus diásporas en todo el mundo. En la propia Lituania hay 15 iglesias, así como parroquias lituanas en Montreal y Buenos Aires dedicadas a la Santísima Virgen María de la Puerta del Alba. El 26 de febrero de 2007, la Arquidiócesis de Nueva York cerró la parroquia de Nuestra Señora de Vilna (Aušros Vartų Parapija ). El santuario había presentado un ícono de Nuestra Señora, pintado por el artista Tadas Sviderskis en la década de 1980.
En Polonia, la iglesia más grande dedicada a Nuestra Señora es la Basílica Mariana en Gdańsk. Otros santuarios del icono sagrado se encuentran en Polonia (Białystok, Drogosze, Kętrzyn, Olsztyn, Skarżysko-Kamienna y Wrocław), Reino Unido (Kidderminster), Estados Unidos (South River, NJ) y Australia. También se puede encontrar una copia de la pintura en la iglesia de Saint-Séverin en París.
Hay una Capilla de la Madre de la Misericordia de la Puerta del Alba de Vilna (en italiano: Cappella Lituana) en la Basílica de San Pedro en la Ciudad del Vaticano. Fue consagrada por el Papa Pablo VI en 1970 y es un lugar donde el Papa Juan Pablo II tuvo su primera oración después de ser elegido Papa en 1978. Solo Lituania, Polonia, Hungría e Irlanda tienen capillas de este tipo en la Basílica de San Pedro.